# Oriol Comas i Coma
Oriol Comas i Coma (Barcelona, 27 d'octubre de 1956) és un autor i estudiós català dels jocs de taula.
Després de formar-se com a filòleg i de treballar en una empresa de comunicació, va passar a dedicar-se en exclusiva al camp dels jocs de taula. És considerat un dels grans experts i divulgadors europeus sobre el món i la història dels jocs de taula. És autor de més d’una cinquantena de jocs de taula i de carrer per a institucions, ONG, universitats, diaris i empreses i també de l’adaptació al català de l’Scrabble i del Diccionari Oficial de l'Scrabble en Català, elaborat amb el lingüista Lluís de Yzaguirre. Entre les seves creacions lúdiques destaquen els jocs Verbàlia i Enigmàrius, creats amb en Màrius Serra, Gaudí (juntament amb Jep Ferret), Àgora Barcelona, El joc del món, Pròxima obertura i Victus. El joc de cartes, entre d'altres. És autor també del joc-concurs Què llegeixes?, amb en Jep Ferret, per encàrrec de la Institució de les Lletres Catalanes.
Oriol Comas va ser responsable de l’àmbit del joc del Fòrum Universal de les Cultures (Barcelona, 2004) i és actualment el director del festival Jugar x Jugar que se celebra cada any a Granollers dins dels actes de la Fira de l'Ascensió. Va ser el director del festival Dau Barcelona des de la seva creació, el 2011, fins al 2021.
En la seva tasca de divulgació sobre el món i la història del joc, Comas sempre ha reivindicat la consideració del joc com a artefacte cultural de la humanitat. En aquest sentit, intenta sempre posar de relleu l'obra de pioners de l'àmbit dels jocs, com Robert Abbott, Sid Sackson o Alex Randolph, i d'estudiosos i acadèmics, com Erwin Glonnegger, Jean-Marie Lhôte, Tom Werneck o David Parlett, entre d'altres. Per a divulgar la història del món dels jocs ha publicat els llibres El món en jocs i Quince juegos que cambiaron el mundo i ha coordinat l'edició de les traduccions de llibres sobre jocs de Robert Abbott i Eric Solomon.
El personatge d'Oriol Comas és el protagonista de les novel·les policíaques de Màrius Serra La novel·la de Sant Jordi i Jugar-s'hi la vida.